# Can Martíades
Can Martíades és una casa d'Amer (Selva) inclosa a l'Inventari del Patrimoni Arquitectònic de Catalunya.

## Descripció
Es tracta de dos edificis entre mitgeres de tres plantes i coberta de doble vessant a façana. Les entrades principals són al carrer Fira de Reis, de dues plantes degut al desnivell del carrer. L'edifici actual, arrebossat i pintat, consta de dues portes metàl·liques de garatge i 4 balcons per pis poc emergents, de barana senzilla i de forma rectangular. La façana principal, de dos plantes, destaca per les entrades amb barrots de fusta horitzontals. Els ràfecs són d'una filera de rajola.
Abans d'aquesta edificació existia una casa en mal estat de conservació de tres plantes, portals en forma d'arc rebaixat emmarcats de pedra, finestres balconeres, ampits motllurats i cornisa típica de dues fileres de rajola i teula. Estava arrebossada i pintada, però en mal estat.

## Història
A la zona del Firal, poc edificat fins a mitjan segle xx, era on antigament se situava la fira del bestiar en determinades èpoques de l'any.
Aquesta casa és recent feta (2004-2005), però l'anterior era originària del segle xix.